# 大柱山隧道
大柱山隧道是位于中国云南省保山市境内的一条铁路隧道，全长14.5公里。它是大瑞铁路大保段全线的最高风险隧道，施工难度极大。

## 概况
大柱山隧道全长14,484米，于2008年8月开始施工，预计工期5年，因地质情况特殊工程多次延期。
截止2019月6月，大柱山隧道的正洞累计开完12,684公尺。
2019年6月26日，大柱山隧道平导顺利贯通。
2020年4月28日，大柱山隧道正洞历时12年实现全面贯通。
2022年7月22日，大瑞鐵路大保段通車。